# Parasiccia coreana
Parasiccia coreana là một loài bướm đêm thuộc phân họ Arctiinae, họ Erebidae.